# Picture Palace Piecans
Picture Palace Piecans è un cortometraggio muto del 1914 diretto da W.P. Kellino.

## Trama
Dei vagabondi irrompono in un vecchio cinema e mettono su uno spettacolo.

## Produzione
Il film fu prodotto dalla Vaudefilms.

## Distribuzione
Distribuito dall'A & C, il film - un cortometraggio di 181 metri - uscì nelle sale cinematografiche britanniche nell'agosto 1914.